# Vilshofen an der Donau
Vilshofen an der Donau je německé město v okrese Pasov ve spolkové zemi Bavorsko. Žije zde přibližně 18 tisíc obyvatel. Je zde malé letiště pro 
Nejstarší zmínka o Vilshofenu pochází z roku 776. V roce 1206 byl povýšen na město.

## Zeměpisné údaje

### Poloha
Vilshofen an der Donau se nachází na soutoku Dunaje a jeho přítoků: řek Vils, Pfudrach a Wolfach, nedaleko Bavorského lesa, asi 25 kilometrů od Pasova proti proudu Dunaje. Podle zdejších dunajských přítoků je město nazýváno také die kleine Dreiflüssestadt (malé město tří řek), přičemž tím „velkým“ má být Pasov, který leží na soutoku Dunaje s Innem a Ilzem.
Vilshofen an der Donau se rozkládá v údolí na ostrohu mezi Dunajem a Vilsem. Na severu a na východě je město obklopeno menší hornatinou. Jako střed města je označována oblast mezi městskou věží a kostelem. Poblíž města, v chráněné přírodní oblasti Vils-Engtal byl dříve těžen drobný kámen i žula. Po zaplavení dolu vzniklo Taferlsee, které bylo od té doby i se svým okolím ponecháno v netknutém stavu.
Ze severu na jih měří město asi 6 km, z východu na západ pak 10 km.
Hraničí s obcemi Künzig, Windorf a Ortenburg. O něco dále leží města Pasov a Osterhofen.

## Členění města
Vilshofen an der Donau se dělí na samotné město Vilshofen an der Donau a na okolní místní části Hördt, Alkofen, Waizenbach, Sandbach, Albersdorf, Zeitlarn, Aunkirchen a Pleinting. Blízký klášter Schweiklberg se také ještě nachází na území města.

## Dějiny
- Z roku 776 se datuje první písemně doložitelná zmínka o osadě. Dochoval se záznam darování selského dvora jménem Vilusa klášteru v Mondsee v Horním Rakousku.
- Ve 12. století se osada nazývala Vilshouen (či Filshouen). Vlastníkem celého okolí Dunaje byl pasovský biskup, samotný Vilshofen byl lénem hrabat z Ortenburku.
- Roku 1206 byl Vilshofen hrabětem Jindřichem I. z Ortenburku povýšen na město.
- V roce 1220 byl zřízen most přes Vils, který spojoval nové území města se starou osadou na pravém břehu Vilsu (dnes Vilsvorstadt).
- Z roku 1236 pochází záznam, jenž zmiňuje Hainrica Plebana de Vilshouen jako faráře, jemuž náleží farní kostel.
- V roce 1241 bylo město po dědických sporech v rodě Ortenburků násilně zabráno vévodou bavorským Ottou II., který z něj učinil hraniční město mezi bavorským vévodstvím a Pasovským biskupstvím-knížectvím. Z té doby se až dodnes zachovala celnice (Vilshofener Zollhaus), která stojí přímo na břehu Dunaje.
- Roku 1258 se Vishofen stal centrem vévodského opatrovnického soudu.
- V roce 1262 bylo město s konečnou platností připojeno k Bavorsku poté, co tento převod smluvil vévoda Jindřich Dolnobavorský, nástupce po Ottovi II., po zdlouhavém vyjednávání s pasovským biskupem Rüdigerem.
- V roce 1345 potvrdil císař Ludvík IV. Bavor Vilshofenu městská práva.
- Z roku 1434 se datuje vznik nejstarší městské pečeti s čtyřlistem, městským znakem v půlkruhovém štítu, jejž drží anděl.

## Rodáci
- Josef Groll (1813–1887), bavorský sládek, tvůrce piva plzeňského typu

## Doprava
Ve Vilshofenu je říční přístav a malé letiště (ICAO-kód: EDMV).

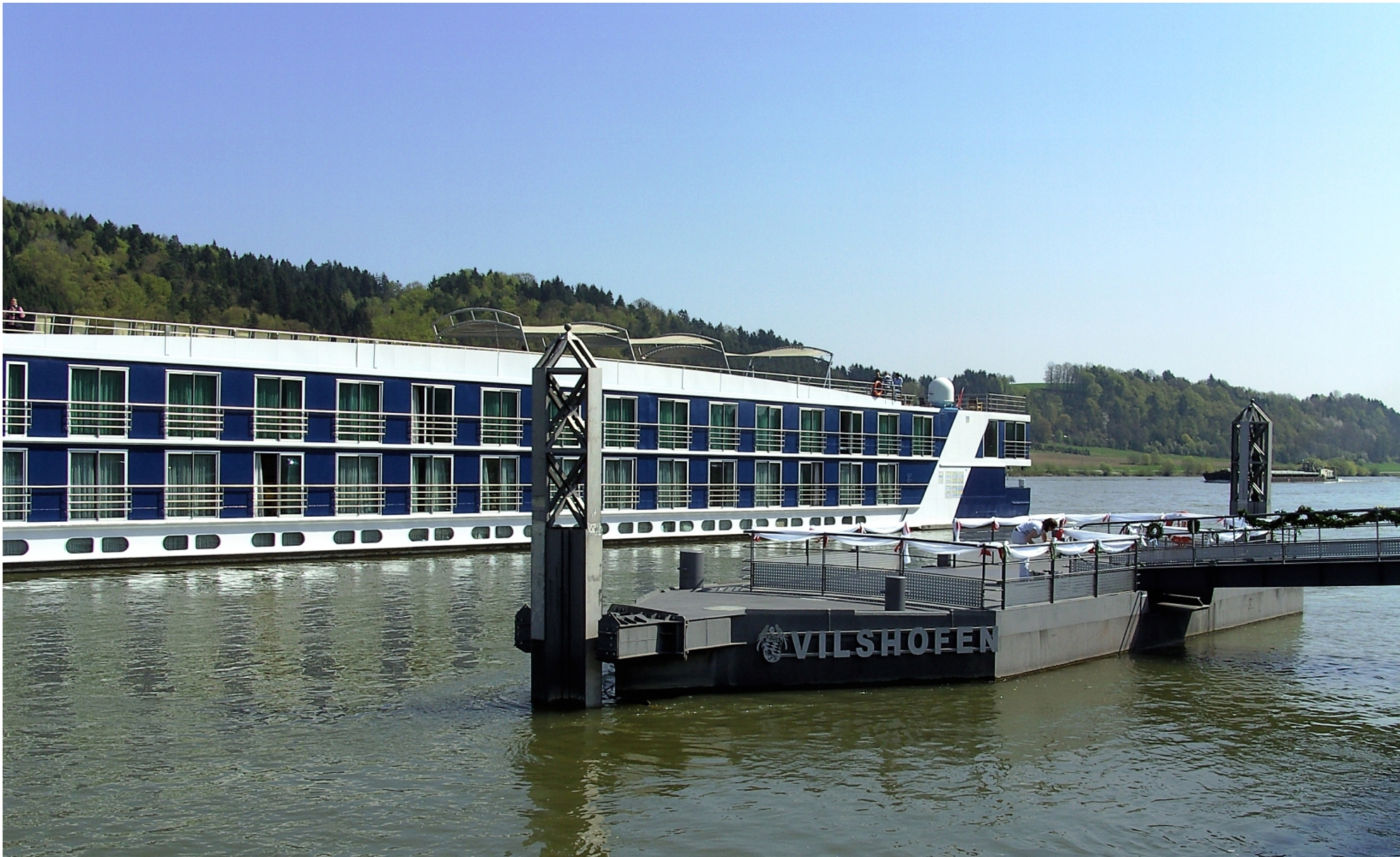
Molo ve Vilshofenu s říční výletní lodí
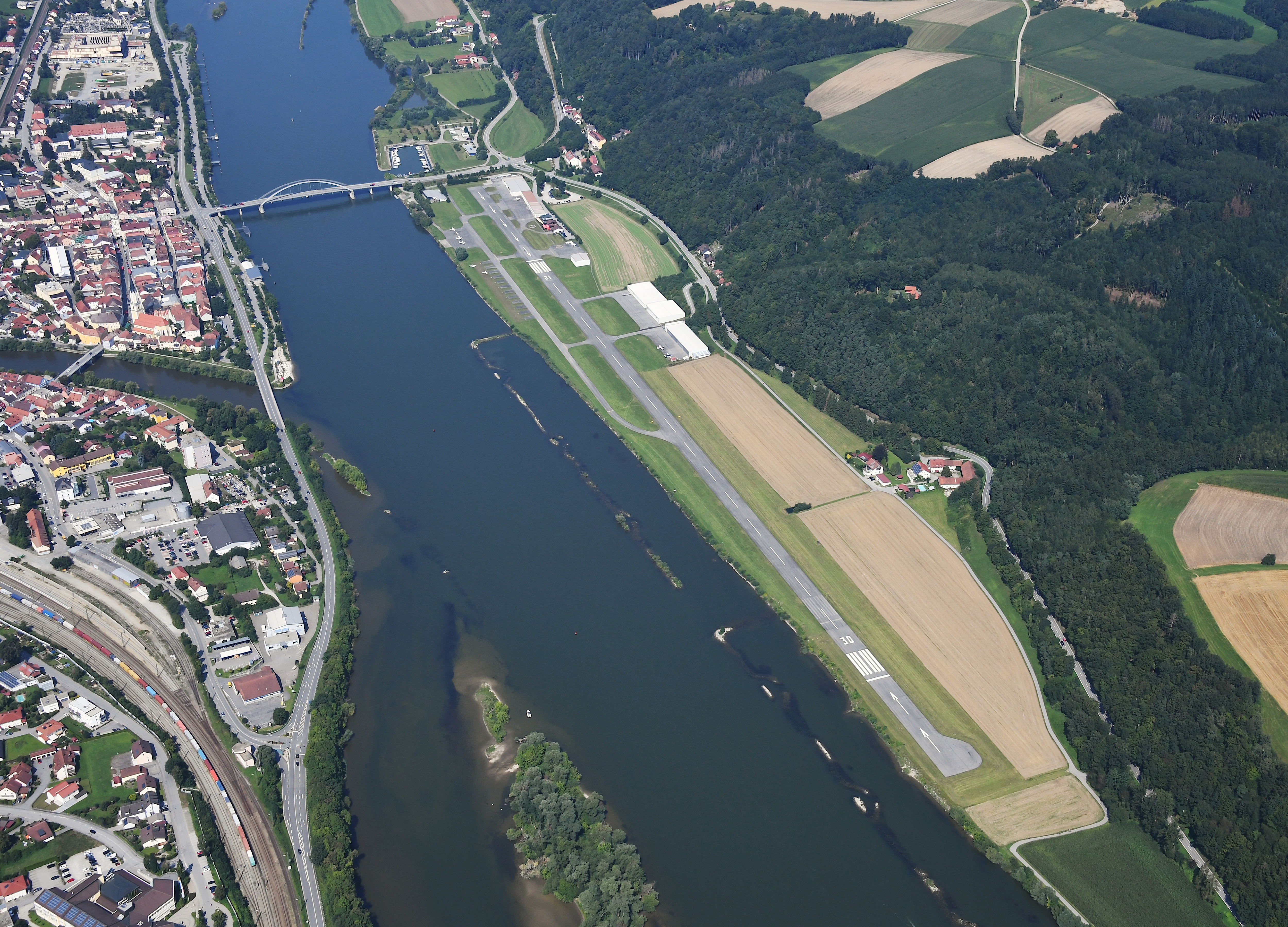
Letiště Vilshofen